# Imermiut
Imermiut [iˈmɜmːiut] (nach alter Rechtschreibung Imermiut) ist eine wüst gefallene grönländische Siedlung im Distrikt Kangaatsiaq in der Kommune Qeqertalik.

## Lage
Imermiut befindet sich östlich an der Meerenge Attup Imaa. Der Name referiert auf den großen See Imermiut Tasersuat, an dem der Ort liegt. Imermiut liegt 15 km östlich von Attu.

## Geschichte
Über Imermiut ist kaum etwas bekannt. Der Ort war womöglich im 18. Jahrhundert bewohnt, ohne dass Aufzeichnungen darüber vorliegen. Ende der 1890er Jahre dürfte der Wohnplatz dauerhaft bewohnt gewesen sein, aber später kamen nur noch einige Familien aus Attu hierher, die nur in der ersten Jahreshälfte in Imermiut wohnten. 1915 gab es ein Wohnhaus in Imermiut, das als Torfmauerhaus mit einem Dach aus Treibholz und Zweigen gebaut war. Es ist unbekannt, ab wann Imermiut nicht mehr genutzt wurde.